# Markku Tuokko
Markku Tuokko (né le 24 juin 1951 à Nurmo et mort le 20 février 2015) est un athlète finlandais, spécialiste du lancer de poids et de disque.

## Biographie
Lors des Championnats d'Europe 1978, il remporte la médaille d'argent au lancer de disque avec 64,90 m. Il termine 9e lors des Jeux olympiques à Moscou. Lors des Championnats d'Europe en salle de 1979, il termine 4e du lancer de poids.
Son record personnel est de 68,12 m, obtenu en mai 1979 à Fresno, mesure qui est restée le record national jusqu'en 2001, quand Timo Tompuri le bat.
Lors de la Coupe d'Europe de 1977, il est positif à un test de dopage avec d'autres membres de l'équipe finlandaise.